# Bartholomäus von Grudenegg
Bartholomäus von Grudenegg († 18. März 1577) war Abt der Zisterzienserklöster Neukloster und Rein.

## Leben
Der aus Škofja Loka in Krain stammende Bartholomäus von Grudenegg trat 1550 in das Zisterzienserstift Rein in der Steiermark ein, wurde dort 1554 Prior und am 26. Mai 1557 zum Abt des Stiftes Neukloster in Wiener Neustadt gewählt. Am 21. Jänner 1559 kehrte er in selber Funktion in sein Mutterkloster Rein zurück, dessen Abt Martin Duelacher in der Neujahrsnacht verstorben war. Seine Bestätigung durch den Abt des Mutterklosters Ebrach erfolgte wegen Meinungsverschiedenheiten über den Wahlmodus erst 1561, die Benediktion am 8. Juli 1565.
Eng in die Rekatholisierungspolitik Erzherzog Karls II. (Bruder Kaiser Maximilians II.) eingebunden, war Abt Bartholomäus als Abt und Visitator der nachgeordneten Klöster vielfältig im Sinne der Gegenreformation nach dem Konzil von Trient tätig. Hatten seine Vorgänger, vor allem der protestantische Kommendatarabt Ludwig Ungnad, den Klosterbesitz noch als ihr persönliches Eigentum betrachtet, prozessierte Abt Grudenegg lange und teilweise erfolgreich um die Rückgabe entfremdeter Stiftsgüter. Um die theologische Bildung der Mönche bemüht, ließ er die Bibliothek aufstocken und einen Bibliothekskatalog anlegen. Die unter Abt Ungnad vernachlässigte Klosterschule ließ er zu einer regulären Lateinschule mit 32 Schülern ausbauen, nicht zuletzt um Nachwuchs für das Kloster zu gewinnen. Daneben war er mit der Aufgabe betraut, von den umliegenden Klöstern die Beiträge für den Bau des Grazer Jesuitenkollegs, der heutigen Universität Graz, einzutreiben. Als Visitator der Rein zugeordneten Klöster führte er häufige Visitationen durch und leitete die Abtwahlen. Mehrfach schickte er Reiner Mönche zur Unterstützung in personalknappe Klöster. 
Er starb am 18. März 1577. Sein Grab ist nicht erhalten.